# Totò Lopez
Antonio Lopez, detto Totò (Bari, 17 gennaio 1952), è un ex calciatore italiano, di ruolo centrocampista.
È stato uno dei migliori registi italiani a cavallo degli anni 70 e 80 del XX secolo.

## Caratteristiche tecniche
Era un regista di ottima tecnica, un numero dieci dotato di fantasia, piedi buoni e visione di gioco.

## Carriera

### Giocatore
Cresciuto nel Bari, dal 1975 al 1980 ha giocato per cinque stagioni in Serie A con la maglia della Lazio, totalizzando complessivamente 78 presenze e andando a segno in una sola occasione, nella sconfitta esterna contro il Napoli della stagione 1977-1978.
Nel 1980 passa al Palermo dove gioca tre ottime stagioni in Serie B, sfiorando la promozione nel campionato 1981-1982 dov'è uno dei protagonisti in rosanero con Gianni De Rosa, Gian Piero Gasperini, Giampaolo Montesano e Massimo De Stefanis, vincendo nello stesso anno il premio Guerin d'oro per la serie cadetta.
Nel 1983 ritorna al Bari neoretrocesso in Serie C1, dov'è capitano e protagonista nella vittoria del campionato 1983-1984, nel raggiungimento della semifinale di Coppa Italia nella stessa annata e nella successiva promozione in A al termine del torneo cadetto 1984-1985.
In carriera ha collezionato 359 presenze e 22 reti con le maglie di Bari, Palermo e Pescara.

### Dopo il ritiro
Ha ricoperto il ruolo di vice direttore del circolo tennis del CONI allo stadio del tennis di Roma.

## Palmarès
- Campionato italiano Serie C: 1

Pescara: 1973-1974 (girone C)
- Campionato italiano Serie C1: 1

Bari: 1983-1984 (girone B)